# 刘授 (胶东王)
刘授（前1世纪—前15年），西汉胶东顷王刘音子。河平元年（公元前28年）袭封胶东王。永始四年（公元前15年）去世，谥号恭，一作共。子刘殷袭封。

## 子
- 刘殷

其余诸子陵石侯刘庆、臨安侯刘闵、徐鄉侯刘炔、堂鄉哀侯刘恢：
- 刘快（？—9年），刘殷的弟弟，西汉宗室。一作刘炔。汉成帝永始三年（前14年）刘授去世，刘殷袭爵为胶东王。元延元年（前12年）刘快被封为徐乡侯。始建国元年（9年），王莽称帝，改国号为新。刘快作为西汉宗室，率众数千人反抗王莽，举兵攻打即墨（今山东省平度市古岘镇东南），刘殷闭城拒绝接纳刘快，刘快兵败逃到长广（今山东省莱阳市东）被杀[5]。